# (2614) Torrence
(2614) Torrence – planetoida z pasa głównego asteroid okrążająca Słońce w ciągu 3 lat i 211 dni w średniej odległości 2,34 j.a. Została odkryta 11 czerwca 1980 roku w Obserwatorium Palomar przez Carolyn Shoemaker. Nazwa planetoidy pochodzi od Torrencea Johnsona, amerykańskiego naukowca zajmującego się planetologią. Przed nadaniem nazwy planetoida nosiła oznaczenie tymczasowe (2614) 1980 LP.